# Colobostema longicaudatum
Colobostema longicaudatum är en tvåvingeart som beskrevs av Haenni 1993. Colobostema longicaudatum ingår i släktet Colobostema och familjen dyngmyggor. Inga underarter finns listade i Catalogue of Life.